# Workcamp
Workcamp je zpravidla letní pobyt, který spojuje dobrovolnou činnost účastníků ve prospěch místních komunit a vzdělávací a volnočasové aktivity. Jedná se o dobrovolné pracovní pobyty. V Česku se stávají stále populárnějšími.[zdroj?] Na pořádání workcampů se obvykle zaměřují různé neziskové organizace, případně jsou pořádány i na mezinárodní úrovni, většinou díky spolupráci více organizací z různých zemí.

## Princip
Principem těchto workcampů je pomoc místním, často neziskovým subjektům v určité lokalitě a obecně je lze rozdělit podle zaměření do několika skupin: environmentální, kulturní, renovační, historické, dětské, sociální či umělecké. Náplň práce je velice různorodá od velice fyzicky náročné při rekonstrukci budov, čištění lesů či pláží, přes neméně namáhavou práci s dětmi, popř. postiženými lidmi, až po pořádání kulturních festivalů.
Délka tzv. krátkodobých workcampů bývá jeden až tři týdny. Existují také dlouhodobé projekty v řádu několika měsíců až jednoho roku, na
které je ovšem výběr dlouhodobější záležitostí a často spojený i s různými školeními.
Nedílnou součást workcampu kromě práce tvoří jsou vzdělávací a volnočasové aktivity. Odborné workshopy nebo semináře většinou korespondují s tématem celého workcampu a mají za cíl obohatit a rozšířit účastníkovy znalosti. Volnočasové aktivity si účastníci mohou vymýšlet sami, nebo jsou připravovány hostitelskou organizací. Většinou se jedná o výlety po významných místech v lokalitě, které umožňují blíže poznat místní kulturu, nebo sport a společenské hry.

## Výběr dobrovolníků
Výběr dobrovolníků se provádí zpravidla na základě podané přihlášky a někdy i motivačního dopisu. V případě mezinárodních projektů bývá cílem pořadatelů vybrat co nejrůznorodější národnostní složení a omezit počet účastníků se shodnou národností na minimum, což je prospěšné zejména pro dobrovolníky, protože mají jedinečnou možnost procvičit si cizí jazyk a poznat odlišné kultury při práci v cizí zemi. Důležitým kritériem pro výběr je samozřejmě i motivace potenciálních účastníků.

## Finanční náklady
Náklady na krátkodobý workcamp pro účastníka/dobrovolníka se skládají většinou ze dvou částí. První je administrativní poplatek zprostředkující organizace, který je zpravidla nízký a finální. Organizace jsou, jak již bylo zmíněno, neziskové, ale musí zaplatit pracovní sílu, která přihlášky zpracovává, odesílá partnerským organizacím atd. Druhá část nákladů je cena za dopravu, která záleží na dobrovolníkovi – v případě autostopu může být prakticky nulová, naopak letecká přeprava bývá nejdražší.
Případná třetí část nákladů, které jsou nepřímé, je rovněž velmi variabilní v závislosti na místě konání a typu workcampu. K vycestování do některých zemí je potřeba vízum; pro některé projekty (např. práce s dětmi) je nutný výpis z trestního rejstříku a potvrzení o zdravotní způsobilosti pro práci s dětmi („papír na hlavu“), což sebou nese další administrativní poplatky; a konečně, některé hostitelské organizace, zejména v rozvojových zemích, vyžadují od dobrovolníků tzv. účastnické poplatky, které se mohou pohybovat ve výši od několika desítek do několika set dolarů.
Pokud jde o ubytování a stravu, tak ty jsou v drtivé většině případů hrazeny organizátorem workcampu. Souhrnem lze říci, že například ve srovnání s jazykovými kurzy vycházejí workcampy na zlomek ceny, ale jejich jazykový i kulturní přínos je mnohonásobně vyšší.[zdroj?]